# Justin Fields
Justin Skyler Fields (Kennesaw, 5 marzo 1999) è un giocatore di football americano statunitense che milita nel ruolo di quarterback per i New York Jets della National Football League (NFL).

## Carriera universitaria

### Georgia Bulldogs
Nella sua prima stagione nel college football, Fields giocò con i Georgia Bulldogs come riserva di Jake Fromm. Complessivamente disputò 12 partite, con 328 yard passate, 4 touchdown passati e 2 segnati su corsa. Dopo la sconfitta contro Alabama nella finale della Southeastern Conference, Fields annunciò la sua intenzione di passare a Ohio State.

### Ohio State Buckeyes
Fields ebbe una prima stagione di successo con Buckeyes, finendo terzo nelle votazioni dell'Heisman Trophy. Concluse con 3.273 yard passate, 41 touchdown passati e 3 intercetti, con 484 yard corse e 10 touchdown su corsa. Portò la squadra fino alla finale della Big Ten Conference, vincendo per 34–21 sui Wisconsin e centrando un posto nei College Football Playoff. Nel Fiesta Bowl 2019 contro Clemson passò 320 yard, un touchdown e subì due intercetti nella sconfitta in semifinale.

## Carriera professionistica

### Chicago Bears

#### Stagione 2021
Fields fu scelto come 11º assoluto nel Draft NFL 2021 dai Chicago Bears. Nonostante una pre-stagione molto positiva, il club gli preferì il veterano Andy Dalton come titolare nella prima gara della stagione contro i Los Angeles Rams ma Fields gli subentrò nel terzo quarto a risultato ormai compromesso, segnando un touchdown su corsa. Nella settimana 3 contro i Cleveland Browns disputò la prima gara come titolare ma non giocò bene, passando solamente 68 yard nella sconfitta per 26-6. Si rifece nel turno successivo, vinto contro i Detroit Lions, passando 215 yard e un intercetto su un passaggio deviato. La sua stagione si chiuse con un record come titolare di 2 vittorie e 8 sconfitte, con 1.870 yard passate, 7 touchdown e 10 intercetti subiti.

#### Stagione 2022
Nel primo turno della stagione 2022 Fields e i Bears ebbero una partenza lenta ma si rifecero nel secondo tempo, battendo i San Francisco 49ers, con il quarterback che concluse con 121 yard passate, 2 touchdown e un intercetto. Nella settimana 9 stabilì un record NFL per un quarterback nella stagione regolare correndo 178 yard. Divenne inoltre il primo giocatore della storia a passare nella stessa partita 3 touchdown e a correre più di 150 yard. Per questa prestazione fu premiato come miglior giocatore offensivo della NFC della settimana. Nella gara della settimana 10, la sconfitta 30-31 contro i Detroit Lions, Fields fu il migliore in partita per corse, con 147 yard guadagnate in 13 tentativi e due touchdown, di cui una di 67 yard, prestazione che gli valse il riconoscimento di running back della settimana. Nel dodicesimo turno Fields fu costretto a rinunciare alla gara contro i New York Jets per un infortunio. Tornò in campo nella settimana seguente passando 254 yard e subendo 2 intercetti nella sconfitta contro i Packers.
Fields soffrì un infortunio a un'anca nella sconfitta della settimana 17 contro i Detroit Lions, facendogli perdere l'ultima gara contro i Minnesota Vikings.
Malgrado i Bears abbiano terminato con il peggior record della NFL, 3-14, Fields concluse la sua seconda stagione con 2.242 yard passate, 17 touchdown, 11 intercetti e corse 1.143 yard e 8 touchdown in 15 gare. Divenne così il terzo quarterback della storia a correre 1.000 yard in una stagione dopo Michael Vick e Lamar Jackson.

#### Stagione 2023
I Bears iniziarono la stagione con tre sconfitte. Nel quarto turno la squadra sprecò un'ottima prova di Fields che stabilì i nuovi primati in yard (335) e touchdown passati (4), perdendo contro i Denver Broncos, anch'essi senza vittorie, malgrado essersi trovata in vantaggio per 28-7 nel terzo periodo. La serie di 14 sconfitte consecutive che risaliva all'anno precedente si interruppe nel quinto turno, nel giorno della morte della leggenda dei Bears Dick Butkus, con una vittoria per 40-20 sui Washington Commanders in cui Fields passò 282 yard (di cui 230 per D.J. Moore) e 4 touchdown. Divenne così il secondo giocatore della storia della squadra, dopo Jay Cutler, a passare 4 touchdown in due gare consecutive. La settimana successiva fu costretto a lasciare l'incontro con i Vikings per infortunio all'inizio del terzo quarto, non facendo più ritorno in campo e saltando anche le quattro gare successive. Tornò titolare nella settimana 11 passando 169 yard, un touchdown e correndone 104, portando i Bears a sfiorare la vittoria contro i favoriti Lions.
Nella settimana 14 Fields portò i Bears a vincere due gare consecutive per la prima volta nell'era di Matt Eberflus, terminando con 223 yard passate, un touchdown e uno segnato su corsa contro i Lions leader della division. Fields chiuse la sua terza stagione con i nuovi primati personali in percentuale di completamento dei passaggi (61,4%) e yard passate (2.562), con un minimo in carriera di 9 intercetti. Con i Bears in possesso della prima scelta assoluta nel Draft NFL 2024, Fields fu circondato dalle incertezze verso la sua nuova stagione se fosse rimasto il titolare di Chicago o se la squadra avesse scelto un nuovo quarterback nel draft.

### Pittsburgh Steelers
Il 16 marzo 2024 Fields fu scambiato con i Pittsburgh Steelers per una scelta del sesto giro del Draft 2025. Inizialmente l'altro neo arrivo Russell Wilson fu nominato titolare per la gara del primo turno contro gli Atlanta Falcons, ma dopo un infortunio a un polpaccio gli Steelers furono costretti a schierare Fields come partente. Nella partita passò 156 yard e ne corse 57, con gli Steelers che segnarono solo tramite field goal nella vittoria per 18-10. Nel terzo turno completò 25 passaggi su 32 per 245 yard, un touchdown e un intercetto nella vittoria sui Los Angeles Chargers che mantenne Pittsburgh imbattuta. La settimana successiva gli Steelers persero la prima partita contro i Colts, con Fields che divenne il terzo quarterback della storia della franchigia a passare 300 yard e a correrne 50 nella stessa gara dopo Bobby Layne e Kordell Stewart. Dopo la gara del sesto turno, malgrado un record di 4-2 con Fields, con 5 touchdown passati, 5 su corsa e un solo intercetto subito, gli Steelers nominarono il ristabilito Wilson titolare per la partita successiva.

### New York Jets
Il 10 marzo 2025 Fields firmò un contratto biennale de valore di 40 milioni di dollari con i New York Jets.

## Palmarès
- Giocatore offensivo della NFC della settimana: 1

9ª del 2022
- Running back della settimana: 1

10ª del 2022